# اکتشاف نفت
اکتشاف نفت به عملی گفته می‌شود که زمین‌شناسان صنعت نفت در زمین به دنبال منابع هیدروکربن می‌باشند تا بتوانند میدان‌های نفتی و گازی را شناسایی و کشف کنند.
زمین‌شناسی نفت از علوم مرتبط و وابسته به علم ژئوفیزیک، دیرین‌شناسی (فسیل شناسی) و سنگ‌شناسی و رسوب‌شناسی و... می‌باشد.
در این علم جهت پیدا نمودن نفت اجباراً باید حفاری زمین را توسط دستگاه‌های حفاری پیشرفته و مهندسین حفاری آغاز نمود. یک زمین‌شناس باید بتواند هم سطح زمین و هم زیر زمین را مورد مطالعه قرار دهد.

## تاریخچه
در طول تاریخ روشهای مختلفی برای اکتشاف نفت بکار برده شده‌است. در آمریکا برای کشف نفت به گورهای سرخ پوستان نقب می‌زدند. در روشی دیگر حفاران برای کشف نفت در بستر رودخانه‌ها به کندوکاو می‌پرداختند. سپس جستجو برای تاقدیس‌ها یکی از راه‌های کشف نفت در طول تاریخ شد.
در اوایل قرن بیستم اکتشاف نفت بر مبنای نقشه‌برداری سطحی تاقدیس‌ها بود. در میانه دهه ۱۹۲۰ میلادی، بکارگیری روشهای ژئوفیزیکی اکتشاف نفت را وارد مرحله تازه‌ای نمود. روشهای لرزه‌ای و گرانشی در یافتن نفت در گنبدهای نمکی سواحل خلیج مکزیکو ایالات متحده بسیار کارآمد بوده‌است. در سال‌های بعد روشهای چاه‌نگاری الکتریکی، صوتی و پرتوزایی مورد استفاده وسیعی قرار گرفتند. سپس استفاده از عکسهای هوایی بخصوص در مناطق فاقد پوشش گیاهی بسیار کارآمد نشان داد.
امروزه با وجود کامپیوتر روشهای چندبعدی سنجش از دور و ژئوفیزیکی و ژئوشیمیایی سطحی ابزار جدید مهمی می‌باشند.